# Фламінго малий
Фламі́нго малий (Phoeniconaias minor) — вид фламінго з родини Фламінгові.

## Опис
Найменший серед усіх фламінго, чим обумовлена його назва. Загальна довжина становить 80-90 см при вазі 1,2-2,7 кг. Розмах крил сягає 95-100 см. Самець трохи більше за самицю. Очі маленькі. Наддзьоб вузький, має киль, який спускається вглиб дзьоба. «Цідилка» дуже розвинена. Шия довга, зігнута. Хвіст дуже короткий. Ноги оголені і дуже довгі. На ногах чотири пальці, три спрямовані вперед і один назад. Між передніми пальцями розвинені плавальні перетинки, що допомагають легко і швидко пересуватися неглибоким мулистим дном.
Забарвлення дорослих птахів коливається від білувато-рожевого до темно-рожевого. Кінчик пір'їв крил є з чорними, вкривають всю верхню частину тіла. Райдужина жовтого, помаранчевого або червоного кольору. У малого фламінго дзьоб значно темніший — вишнево-бордовий, на кінці чорний.

Зовнішній вид малого фламінго
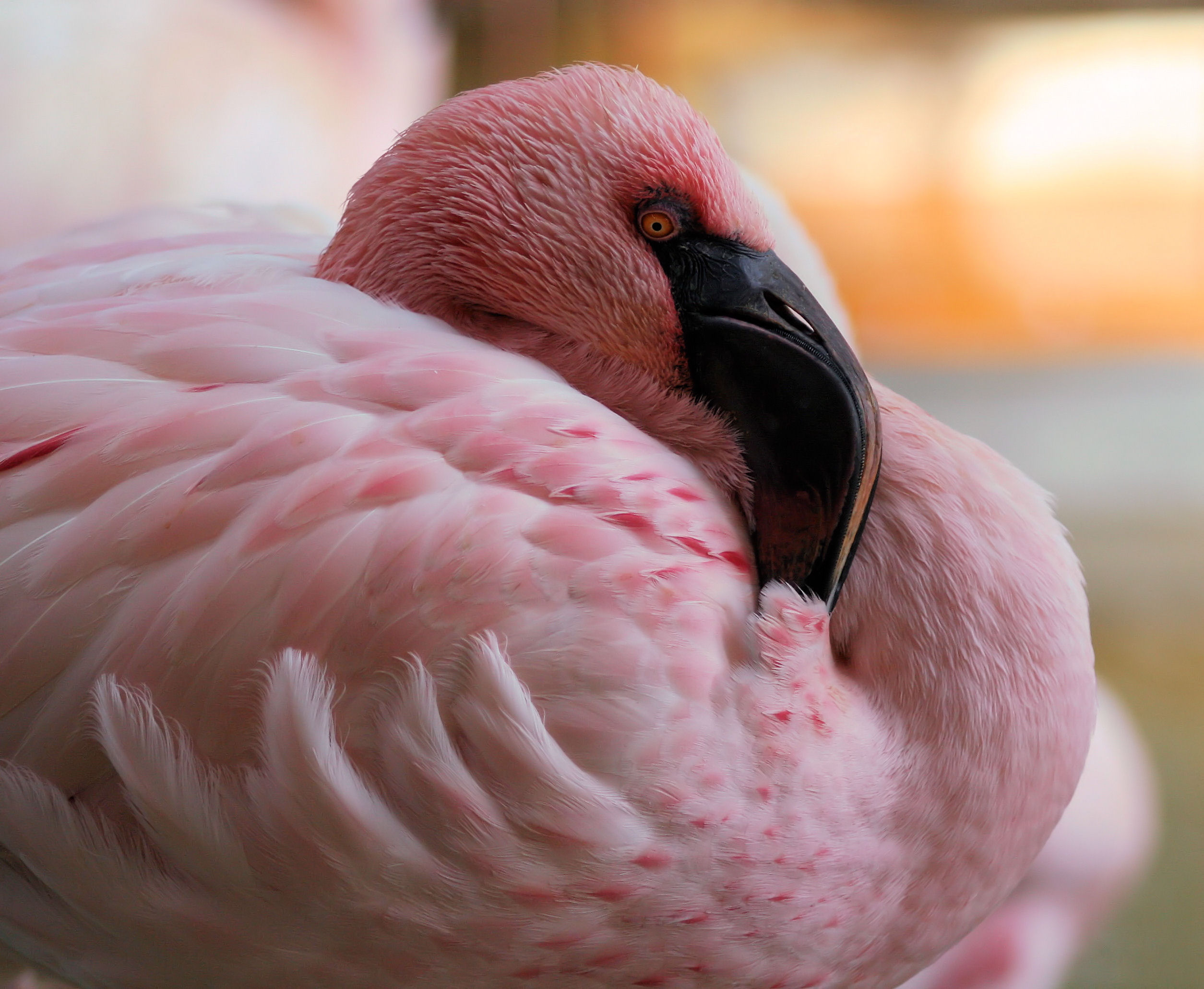
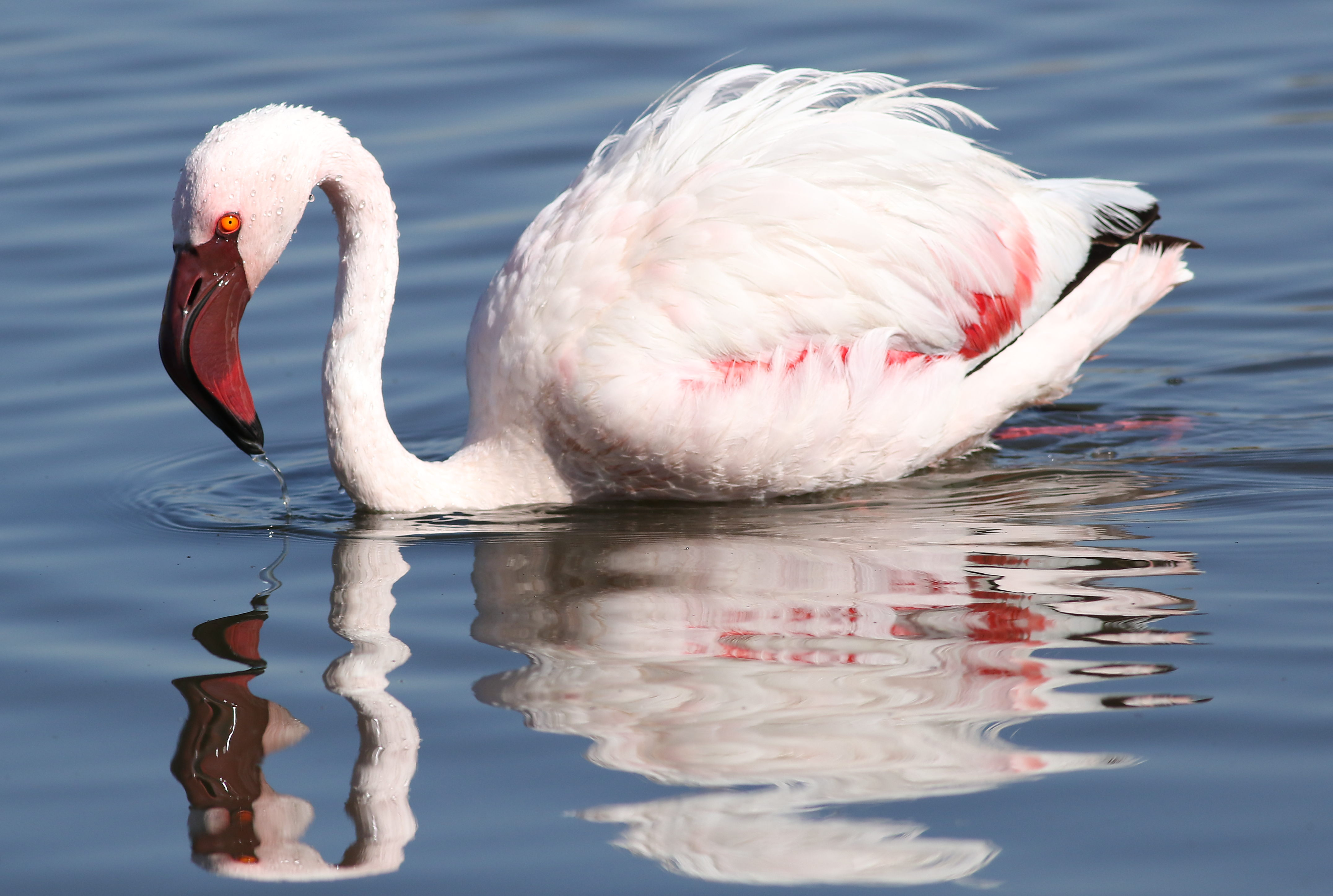
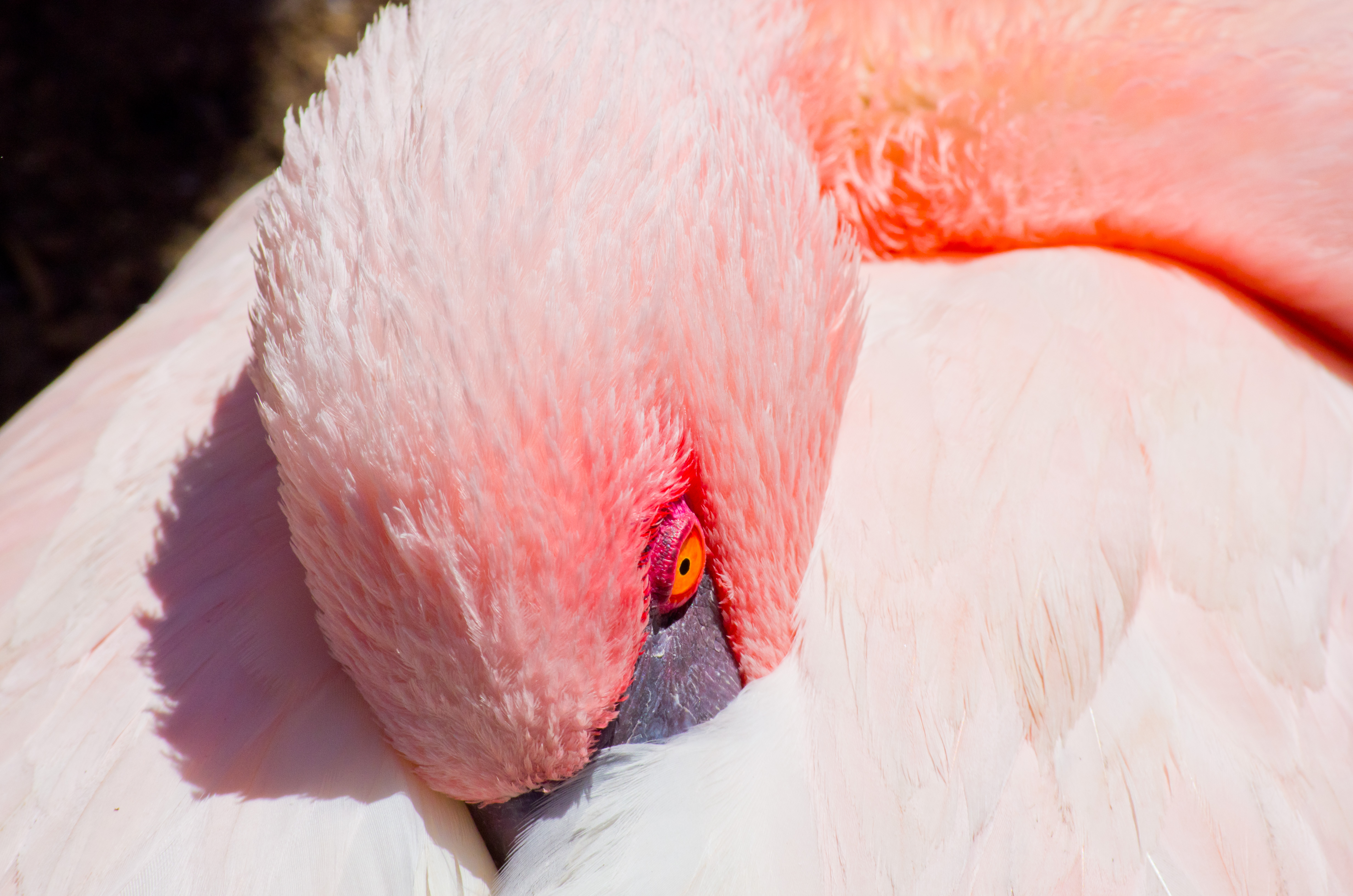
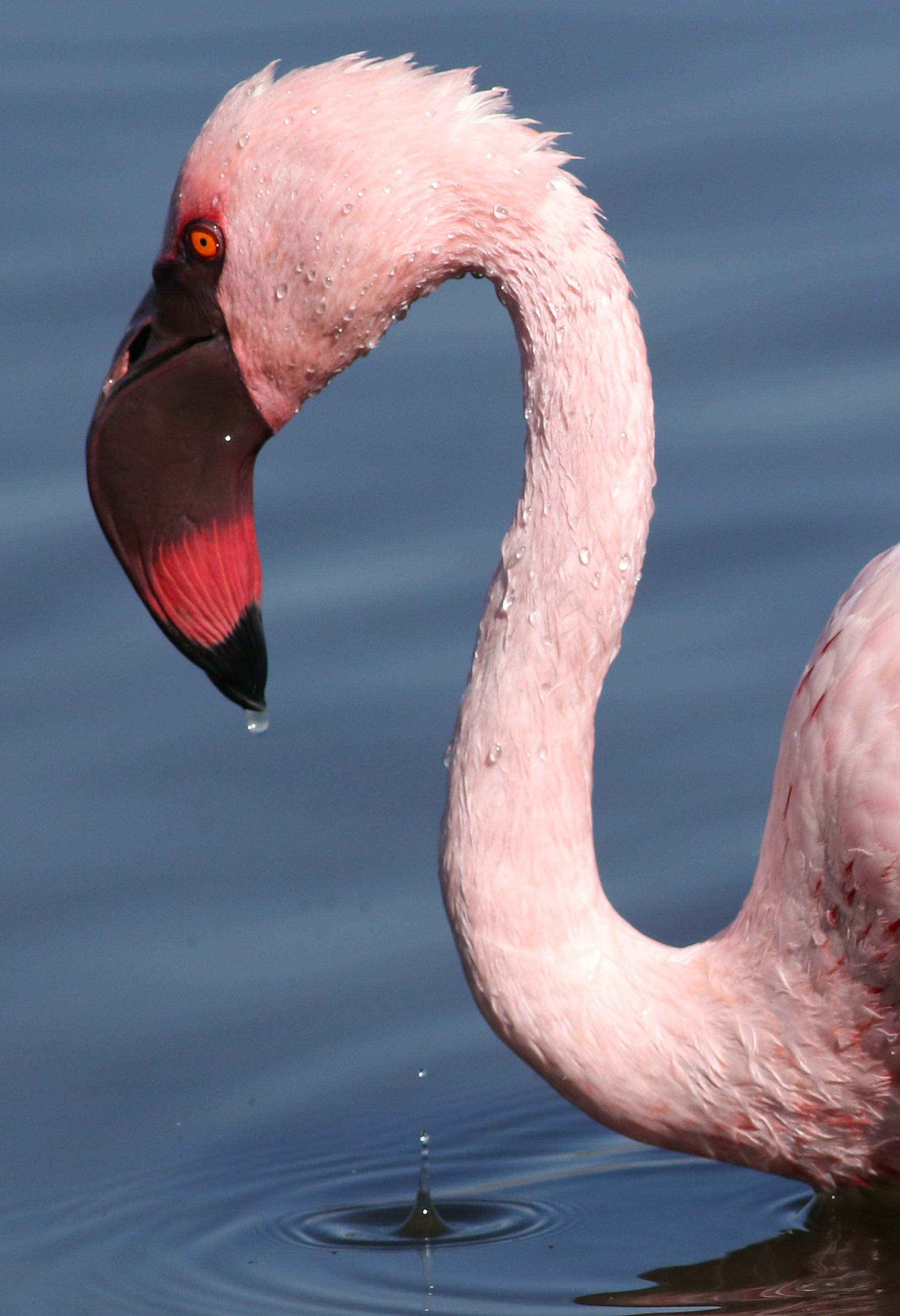
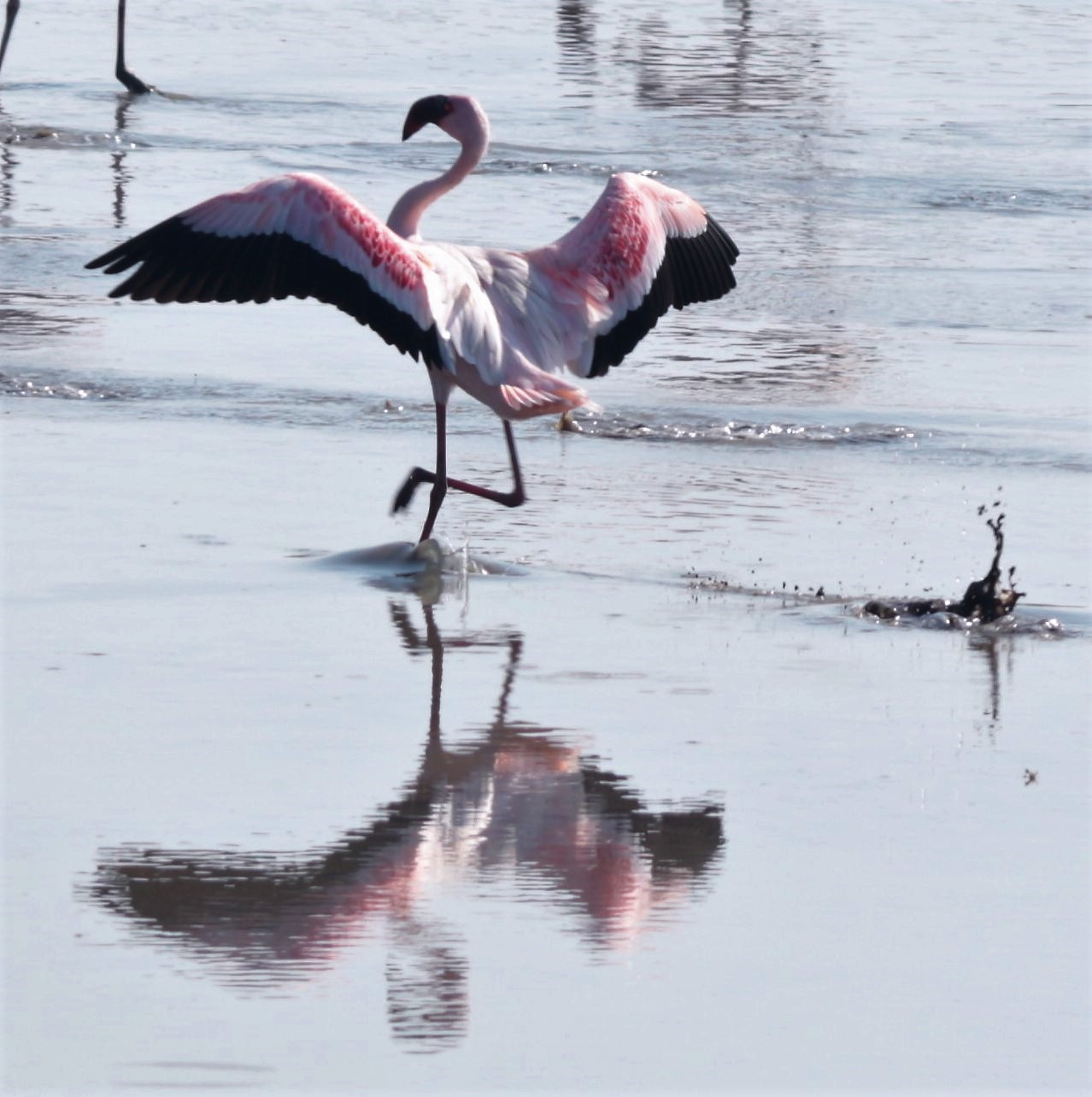

## Спосіб життя
Великі скупчення птахів існують на мілинах при узбережжя морських заток і в районі солончакових боліт. Часто обирає водойми з більш лужною водою, що обумовлено характером харчування. Птахи досить швидко реагують на зміни рівня води і локальні зміни клімату, і перелітають в інші райони в разі погіршення умов. Також непогано плавають. Голос гучний і грубий, нагадує ґелґотання гусей. Утворюють великі групи до 100—200 тис. особин.
Вдень відпочиває, стоячи на одній нозі. Активний у присмерку. Живиться мікроскопічними синьо-зеленими (Arthrospira, Oscillatoria, Lyngbya) і діатомовими (Navicula, Bacillariophyceae) водоростями, дрібними безхребетними, зокрема коловертками роду Brachionus і артемії (Artemia salina). Цей фламінго видобуває здобич у верхніх шарах води, частково занурюючи дзьоб на глибину 3-6 см. Потреба кожної особини становить близько 60 г поживи на добу. Для втамування спраги п'є солону, джерельну і дощову воду.
Тривалість життя становить 10-12 років.

## Розмноження
Статева зрілість настає у віці 3-4 років. Моногамний. Гніздиться великими колоніями. Пари можуть зберігатися протягом декількох років. Терміни розмноження нерегулярні: малий фламінго здатний гніздитися не щороку і в різні пори року, навіть в межах одного і того ж біотопу. Проте, найчастіше відкладання яєць і виведення пташенят в Південній Азії припадає на період з вересня по листопад, в Східній і Південній Африці на період з листопада по лютий. У західній Африці терміни розмноження фламінго не підтверджені.
У шлюбній поведінці обов'язкові елементи групового «танцю». За кілька місяців до спарювання самці починають збуджуватися, що проявляється в характерних позах і рухах, в яких одночасно беруть участь сотні і навіть тисячі птахів. В одній з таких поз самці витягають шию вертикально вгору і закидають до неба дзьоб. В такому положенні вони ритмічно похитують головою з боку в бік. Інша шлюбна поза полягає в тому, що фламінго витягають шию, розправляють на декілька секунд крила і наїжачують пір'я хвоста. У третьому положенні птахи масово зображують коротку чистку пір'я, піднявши крило і закинувши дзьоб назад. Нарешті, у четвертій позі всі птахи синхронно біжать в одному напрямку з високим підніманням ніг, після чого раптом різко зупиняються і повертаються в інший бік. Фахівці пояснюють таку поведінку стимулюванням статевих гормонів у великої кількості птахів, що сприяє їх ефективному розмноженню.
Парування, під час якого самиця нерідко змушена упиратися дзьобом в ґрунт, відбувається на мілині або на суходолі. Гнізда щорічно збудовуються заново, розташовані на мілині, мулистій або гіпсовій ділянці берега або на невеликому острівці. Вони являють собою купи висохлого бруду в формі пенька або зрізаного конуса з поглибленням у верхній частині. Навколо гнізд утворюється канавка, зазвичай заповнена водою. Діаметр гнізд в основі досягає 35-56 см, у верхній частині 22-40 см, висота гнізд в середньому становить 30-35 см. Висока споруда має ряд переваг. По-перше, в сезон проливних дощів вода у водоймі піднімається і може затопити кладку, якщо вона розташована низько над поверхнею землі. До того ж в Східній Африці температура на узвишші не піднімається вище 30-35 °C, що дозволяє не допустити перегріву кладки (у поверхні землі вона досягає 50-55 °C). Насиджують по черзі самець і самиця протягом 28 діб, в спеку процес насиджування полягає в створенні тіні над гніздом, покликаної захистити кладку від перегріву. У кладці 1, рідше 2 яйця білого забарвлення, їхні розміри в середньому становлять 78×49 мм, маса близько 115 г.
Пташенята при появі вкриті густим білуватим пухом, мають прямий короткий дзьоб і короткі товсті ноги. Вже через декілька днів вони залишають гніздо і зовні виглядають цілком самостійними, їх нерозвинений фільтрувальний апарат не дозволяє їм самим добувати корм. В стравоході батьків формується поживна суміш — «молочко», по живильній цінності не поступається молоку ссавців. Такою сумішшю, до складу якої крім усього іншого входять кров і лімфа, дорослі вигодовують потомство перші два тижні. Згодом молочко замінюється напівперетравленою їжею, вигодовування триває до 10-тижневого віку. Через 2 тижні після вилуплення дзьоб починає поступово згинатися, на початку другого місяця початковий білий пух замінюється вторинним сірим, ще через 2 тижні з'являються перші ознаки оперення. До кінця другого місяця молоді фламінго роблять перші спроби добути корм, хоча їх дзьоб ще недостатньо розвинений для цього. Здатність до польоту проявляється у віці 11 тижнів. Сіре забарвлення змінюється дорослим білувато-рожевим кольором на 3 році життя.

## Хижаки
Малі фламінго є здобиччю різноманітних видів, у тому числі лелек марабу, грифів, павіанів, орланів африканських, шакалів, гієн , лисиць , великих білих пеліканів, орлів та котів. 

## Поширення
Загальна чисельність оцінюється у 2,2-3,5 млн особин. Гніздиться у східних районах екваторіальної Африки — в солоних озерах Ефіопії, Кенії, Танзанії (1,2-2,5 млн осіб) — в районі озер Магаді, Натрон, Накуру, Туркана, Богорія, Найваша. Меншою мірою представлено в Південній Африці (Намібії, Ботсвані) і на Мадагаскарі — 55-65 тисяч, і Західній Африці (в прибережній смузі від Мавританії до Камеруну) — 15-25 тисяч.
Зустрічаються також біля берегів Перської затоки (індійські штати Махараштра і Гуджарат та область навколо Карачі в Пакистані, де гніздиться близько 650 тис. осіб), особливо в районі Великого Качського Ранну.
Поза періодом розмноження широко кочує різними регіонами Африки на південь від Сахари і Азії від Аравійського півострова до Пакистану. Невелику популяцію цього фламінго спостерігали в північно-східній затоці оз. Тенгіз (Казахстан) разом з великими фламінго (в 3500 км на північ від найближчих місць проживання малого фламінго).

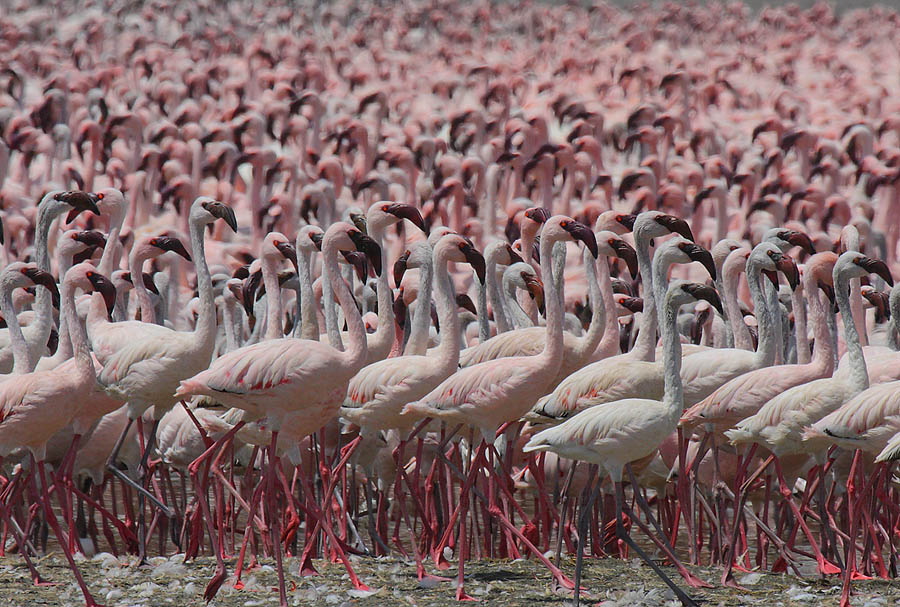
Озеро Богорія
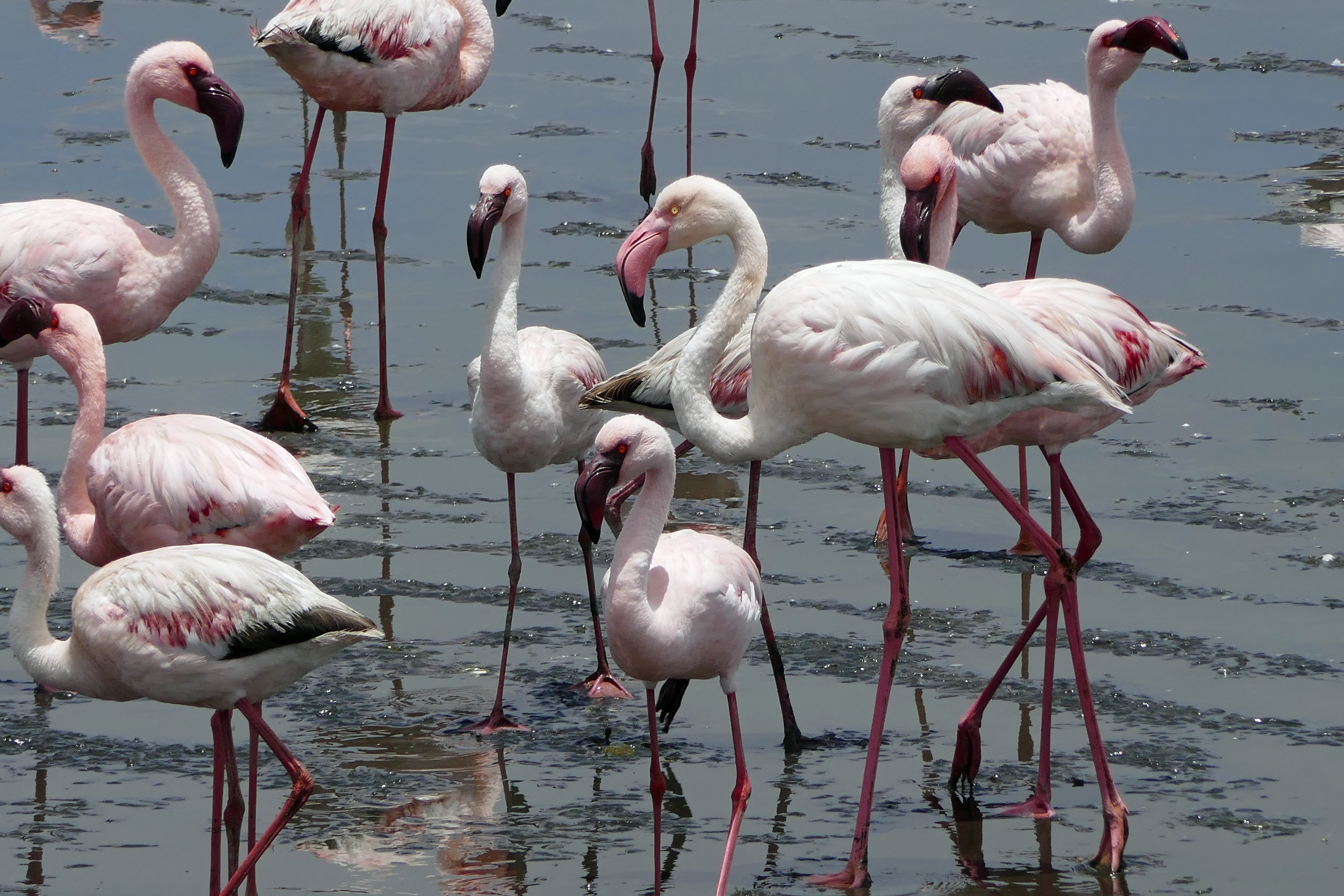
Волфіш-Бей
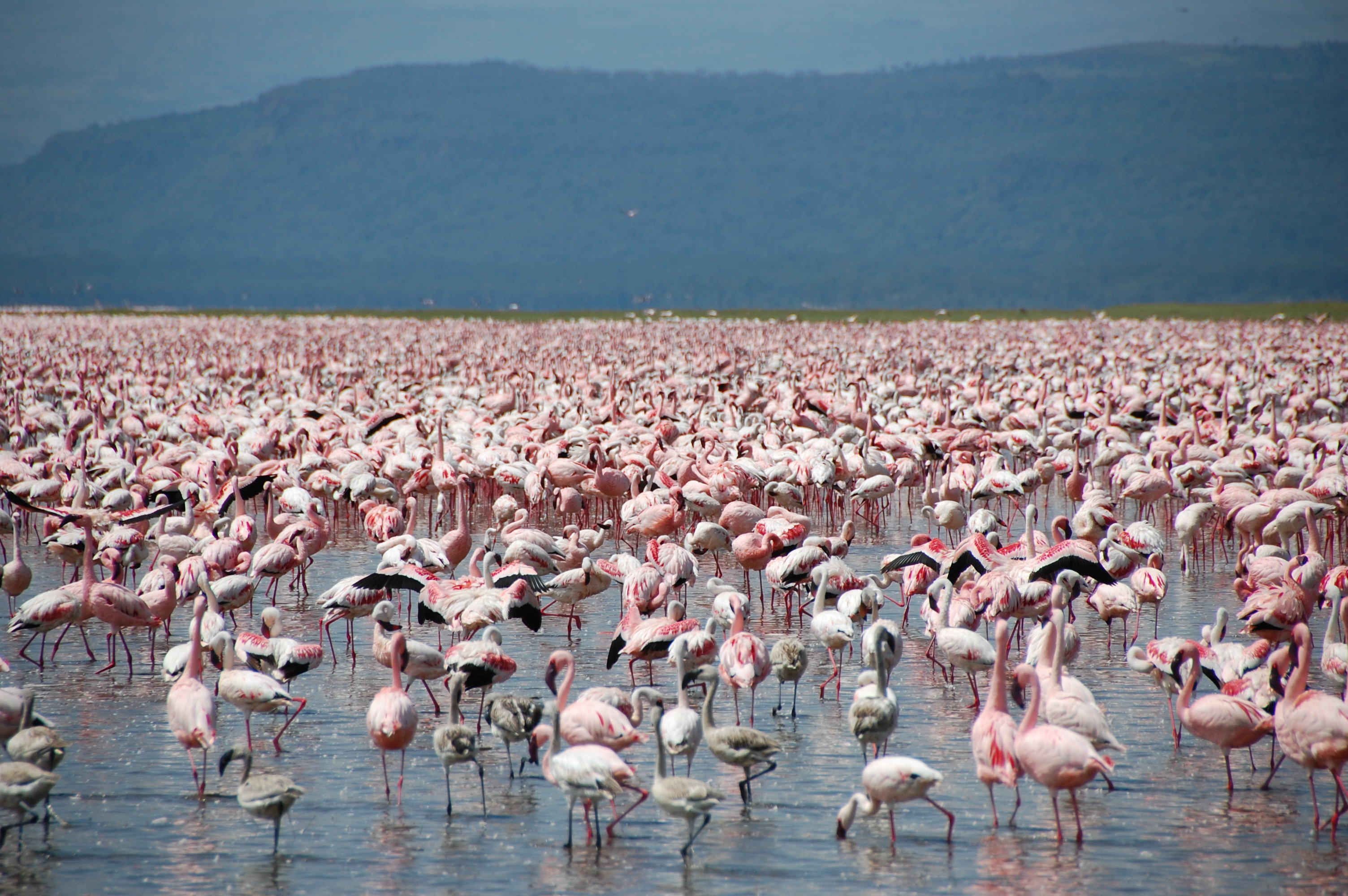
Озеро Накуру
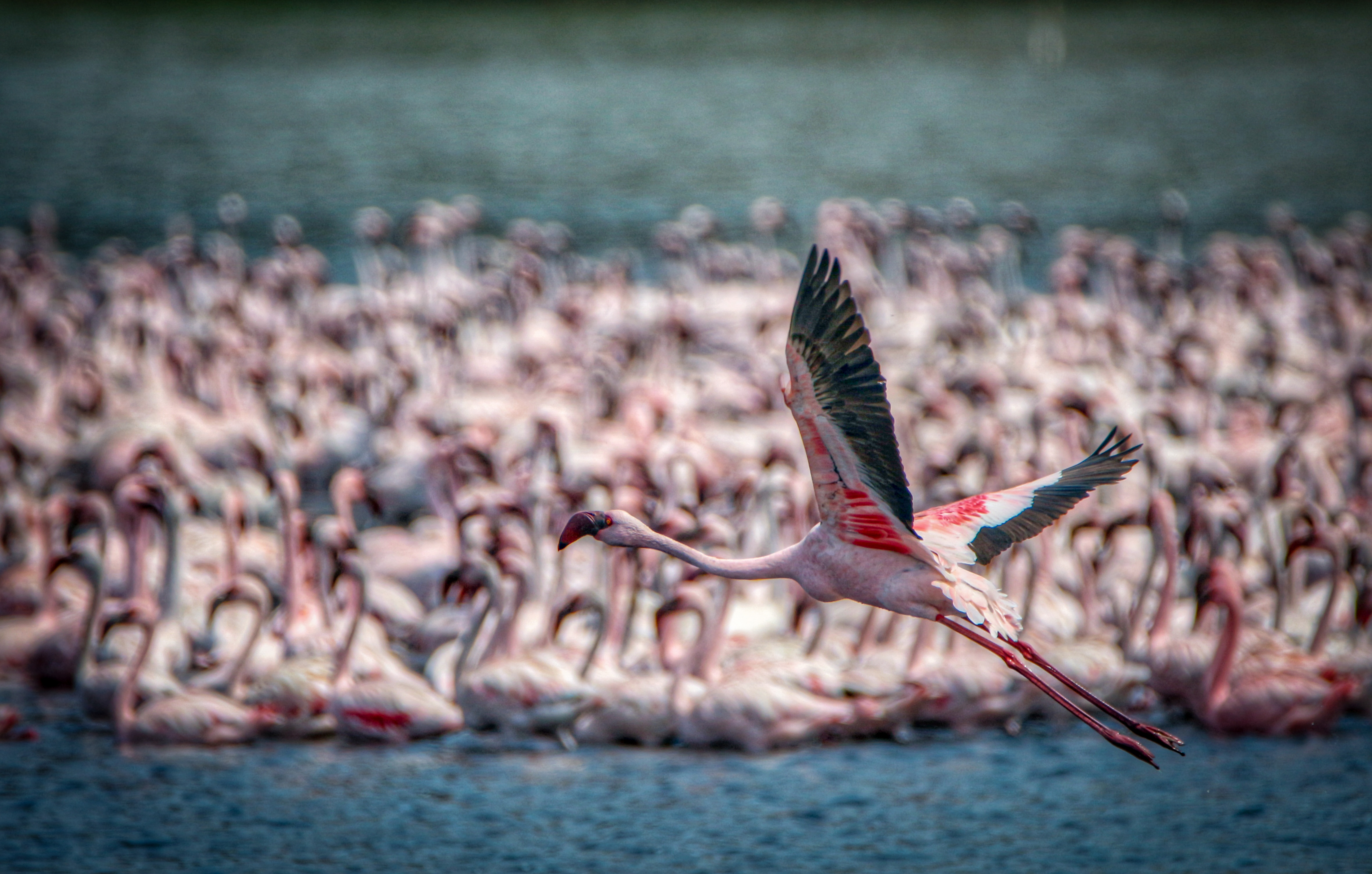
Мумбаї